# Hamad bin Jalifa Al Thani
Hamad bin Jalifa bin Hamad bin Abdullah bin Jassim bin Mohammed Al Thani (o Al Zani, en árabe: حمد بن خليفة آل ثاني; Doha, 1 de enero de 1952) es miembro de la familia real catarí gobernante Al Thani. Fue emir de Catar durante 17 años. El 27 de junio de 1995 después de deponer a su padre en un golpe de Estado pacífico con el apoyo de la familia Al Thani, el jeque Hamad se convirtió en emir de Catar y fue coronado el 20 de junio de 2000.

## Primeros años de vida
Hamad bin Jalifa bin Hamad bin Abdullah bin Jassim bin Mohammed Al Thani se graduó en la Real Academia Militar de Sandhurst, Reino Unido, en 1971. El jeque Hamad fue aclamado príncipe heredero en 1977 y nombrado ministro de Defensa.  A principios del decenio de 1980 dirigió el Consejo Supremo de Planificación, que establece las bases políticas, económicas y sociales de Catar. Desde 1992 el Jeque Hamad seleccionó los miembros del Consejo de Catar y se encargó de administrar los asuntos del país día a día. También dirigió la modernización de Catar, así como la industria del petróleo y los enormes recursos de gas natural. En 1995, mientras su padre, el emir Jalifa bin Hamad Al Thani se encontraba en Ginebra, Suiza, él le derrocó por medio de un pacífico golpe iniciando un proceso de modernización del país.

## Vida pública
Hamad Al Thani, conocido en Occidente por haberle proporcionado sede y haber financiado la famosa cadena de televisión Al Jazeera, fue criticado por el gobierno de los Estados Unidos supuestamente a causa de “tomar partido” en la Guerra en Irak y en la intifada palestina.
Sin embargo, el jeque Hamad fue el aliado más leal de los Estados Unidos en Oriente Medio y gracias a él Catar tiene varios campus de grandes universidades estadounidenses, por medio de un proyecto innovador de la Fundación Catar para la Ciudad de la Educación, controlada por la segunda esposa del emir, Moza bint Nasser al-Missned.  En junio de 2013 abdicó a favor de su hijo Tamim bin Hamad Al Thani, actual emir y jefe de Estado del país.

### Matrimonios e hijos
El jeque Hamad tiene tres esposas y veinticuatro hijos (once hijos y trece hijas):
- La primera esposa de Hamad es su prima hermana, la jequesa Mariam bint Muhammad Al Thani, hija de su tío paterno, el jeque Muhammad bin Hamad bin Abdullah Al Thani. Tienen dos hijos y seis hijas, a saber:
  - Jeque Mishaal bin Hamad bin Jalifa Al Thani (nacido el 2 de julio de 1972), fue declarado príncipe heredero el 30 de junio de 1995 (tres días después de que su padre Hamad se convirtiera en emir) hasta el 23 de octubre de 1996 cuando fue sustituido por su medio hermano Jassim. Este a su vez cedió en 2003 su posición de heredero a Tamim, actual Emir de Catar.
  - Jeque Fahad bin Hamad bin Jalifa Al Thani
  - Jequesa Aisha bint Hamad bin Jalifa Al Thani
  - Jequesa Fátima bint Hamad bin Jalifa Al Thani
  - Jequesa Rawdah bint Hamad bin Jalifa Al Thani
  - Jequesa Hessa bint Hamad bin Jalifa Al Thani
  - Jequesa Mashael bint Hamad bin Jalifa Al Thani
  - Jequesa Sara bint Hamad bin Jalifa Al Thani - Coordinadora del Programa Reach Out to Asia-Qatar (ROTAQ)
- La segunda esposa de Hamad es la jequesa Moza bint Nasser al-Missned (nacida el 8 de agosto de 1959, Al-Khor), hija de Nasser bin Abdullah Al-Missned. Tienen cinco hijos y dos hijas, a saber:
  - Jeque Jassim bin Hamad bin Jalifa Al Thani (nacido el 25 de agosto de 1978), heredero de Catar desde el 9 de agosto de 1996 (sucediendo a su medio hermano Mishaal) hasta el 23 de octubre de 2003, momento en que abdicó de su cargo de príncipe heredero en favor de su hermano menor Tamim, alegando que no le interesaba convertirse en emir.
  - Jeque Tamim bin Hamad Al Thani, príncipe de Catar (nacido el 3 de junio de 1980), heredero de Catar (2003-2013) y actual Emir de Catar.
  - Jequesa Al-Mayassa bint Hamad bin Jalifa Al Thani (nacida en 1983). Fundadora y Presidenta de Qatar Museums y Doha Film Institute.
  - Jequesa Hind bint Hamad bin Jalifa Al Thani (nacida el 15 de agosto de 1984). Entre 2008 y 2013 fue directora de la Oficina del Emir. Al mismo tiempo, ocupó los cargos de presidenta de la junta mixta de supervisión y presidenta del comité ejecutivo del College of the North Atlantic de Catar.[6] Es vicepresidenta y consejera delegada de la Qatar Foundation (QF) fundada por sus padres, esta fundación se dedica a fomentar la educación, la ciencia, la investigación y desarrollo de la comunidad Catarí. [7]
  - Jeque Joaan bin Hamad bin Jalifa Al Thani (nacido el 23 de julio de 1986).
  - Jeque Mohammed bin Hamad bin Khalifa Al Thani (nacido el 18 de abril de 1988).
  - Jeque Jalifa bin Hamad bin Jalifa Al Thani (nacido el 11 de noviembre de 1991).
- La tercera esposa de Hamad es la jequesa Noora bint Khalid Al Thani, también prima hermana suya, hija de su tío paterno, el jeque Khalid bin Hamad bin Abdullah Al Thani, que fue ministro del Interior. Tienen cuatro hijos y cinco hijas:
  - Jeque Jalid bin Hamad Al Thani (nacido el 4 de septiembre de 1986)
  - Jeque Abdullah bin Hamad bin Jalifa Al Thani (nacido el 9 de febrero de 1988) - Emir adjunto de Catar desde el 11 de noviembre de 2014.
  - Jeque Thani bin Hamad bin Jalifa Al Thani (nacido el 16 de enero de 1994).
  - Jeque Al Qaqa bin Hamad bin Jalifa Al Thani (nacido el 30 de junio de 2000).
  - Jequesa Lulwah bint Hamad bin Jalifa Al Thani
  - Jequesa Maha bint Hamad bin Jalifa Al Thani
  - Jequesa Dana bint Hamad bin Jalifa Al Thani
  - Jequesa Alanoud bint Hamad bin Jalifa Al Thani
  - Jequesa Mariam bint Hamad bin Jalifa Al Thani

## Títulos y tratamientos
Esta tabla aún no está actualizada. Puedes contribuir aportando información sobre títulos y tratamientos de esta persona.

## Ancestros
|  |                                                                                         |  |  |  |  |  |  |  |  |  |  |  |  |  |  |  |
|  | 16. Jassim bin Mohamed Al Thani. 2º Emir de Catar. Fundador del actual Estado de Catar. |  |  |  |  |  |  |  |  |  |  |  |  |  |  |  |
|  |                                                                                         |  |  |  |  |  |  |  |  |  |  |  |  |  |  |  |
|  |                                                                                         |  |  |  |  |  |  |  |  |  |  |  |  |  |  |  |
|  | 8. Abdullah bin Jassim Al Thani. 3º Emir de Catar                                       |  |  |  |  |  |  |  |  |  |  |  |  |  |  |  |
|  |                                                                                         |  |  |  |  |  |  |  |  |  |  |  |  |  |  |  |
|  |                                                                                         |  |  |  |  |  |  |  |  |  |  |  |  |  |  |  |
|  | 4.Hamad bin Abdullah Al Thani                                                           |  |  |  |  |  |  |  |  |  |  |  |  |  |  |  |
|  |                                                                                         |  |  |  |  |  |  |  |  |  |  |  |  |  |  |  |
|  |                                                                                         |  |  |  |  |  |  |  |  |  |  |  |  |  |  |  |
|  | 9. Mariam bint Abdullah Al Attiyah                                                      |  |  |  |  |  |  |  |  |  |  |  |  |  |  |  |
|  |                                                                                         |  |  |  |  |  |  |  |  |  |  |  |  |  |  |  |
|  |                                                                                         |  |  |  |  |  |  |  |  |  |  |  |  |  |  |  |
|  | 2. Jalifa bin Hamad Al Thani 6º Emir de Catar                                           |  |  |  |  |  |  |  |  |  |  |  |  |  |  |  |
|  |                                                                                         |  |  |  |  |  |  |  |  |  |  |  |  |  |  |  |
|  |                                                                                         |  |  |  |  |  |  |  |  |  |  |  |  |  |  |  |
|  | 5. una hermana de Nasser Al Attiyah                                                     |  |  |  |  |  |  |  |  |  |  |  |  |  |  |  |
|  |                                                                                         |  |  |  |  |  |  |  |  |  |  |  |  |  |  |  |
|  |                                                                                         |  |  |  |  |  |  |  |  |  |  |  |  |  |  |  |
|  | 1. Hamad bin Jalifa Al Thani 7º Emir de Catar                                           |  |  |  |  |  |  |  |  |  |  |  |  |  |  |  |
|  |                                                                                         |  |  |  |  |  |  |  |  |  |  |  |  |  |  |  |
|  |                                                                                         |  |  |  |  |  |  |  |  |  |  |  |  |  |  |  |
|  | 6. Hamad Al Attiyah                                                                     |  |  |  |  |  |  |  |  |  |  |  |  |  |  |  |
|  |                                                                                         |  |  |  |  |  |  |  |  |  |  |  |  |  |  |  |
|  |                                                                                         |  |  |  |  |  |  |  |  |  |  |  |  |  |  |  |
|  | 3. Aisha bint Hamad Al Attiyah                                                          |  |  |  |  |  |  |  |  |  |  |  |  |  |  |  |
|  |                                                                                         |  |  |  |  |  |  |  |  |  |  |  |  |  |  |  |
|  |                                                                                         |  |  |  |  |  |  |  |  |  |  |  |  |  |  |  |